# Diego Meléndez de Valdés
Diego Meléndez de Valdés (Zamora, 1446 – Roma, 1506) è stato un vescovo cattolico spagnolo.

## Biografia
È stato vescovo di Salamanca (1483), Astorga (1493 - 1494) e Zamora (1494 - 1506).
La nota più curiosa relativa alla vita di questo prelato spagnolo è sicuramente l'incarico avuto dal re di Spagna di negoziare con il papa l'accettazione del candidato regio al vescovato di Salamanca, incarico che egli non portò a compimento in quanto il papa consacrò proprio lui vescovo. Conseguenza di questo fu il blocco da parte della Corona di Spagna di tutte le nomine pontificie di vescovi delle diocesi del regno, situazione che si protrasse negli anni anche e soprattutto a causa della contrarietà da parte dei reali spagnoli all'abitudine di nominare vescovi non residenti nelle diocesi, che tuttavia usufruivano dei benefici e delle rendite delle stesse, gruppo a cui apparteneva il de Valdés.
La vicinanza con la corte pontificia lo portò a divenire maggiordomo di papa Alessandro VI Borgia.
Abitò in un palazzetto, da lui edificato, nell'attuale Via del Seminario. Alcune strutture originarie sono ancora visibili nella Sala d'arme dell'Accademia Aurelio Greco.
Morì a Roma e fu sepolto nella cappella di Sant'Ildefonso, che aveva commissionato nel 1501, presso la Chiesa di San Giacomo degli Spagnoli.
Quando questa chiesa fu parzialmente demolita alla fine del XIX secolo, il monumento funebre fu spostato nell'altra chiesa spagnola di Santa Maria in Monserrato.